# Experimental Breeder Reactor-II EBR-II
El Experimental Breeder Reactor-II (EBR-II) es un reactor refrigerado por  sodio con una tasa de energía térmica de 62,5 megavatios (MW), un circuito cerrado intermedio secundario de sodio, y una planta de vapor que produce 19 MW de energía eléctrica a través de un generador de turbina convencional. La intención original en el diseño y funcionamiento del EBR-II era la de demostrar una planta de energía de un reactor de completo de realimentación con un reprocesado en la misma planta de combustible metálico. La demostración fue llevada a cabo con éxito desde 1964 a 1969. El objetivo principal fue entonces cambiado a la prueba de combustibles y materiales para futuros reactores de metal líquido mayores en el entorno de radiación del núcleo del reactor EBR-II. Funcionó como un prototipo de Reactor integral rápido. Con un coste de más de $32 millones, alcanzó su criticidad por primera vez en 1965 y estuvo en funcionamiento durante 30 años. Se le hizo funcionar para producir cerca de un megavatio de calor y 300 kilovatios de electricidad, aunque era capaz de producir mucho más.

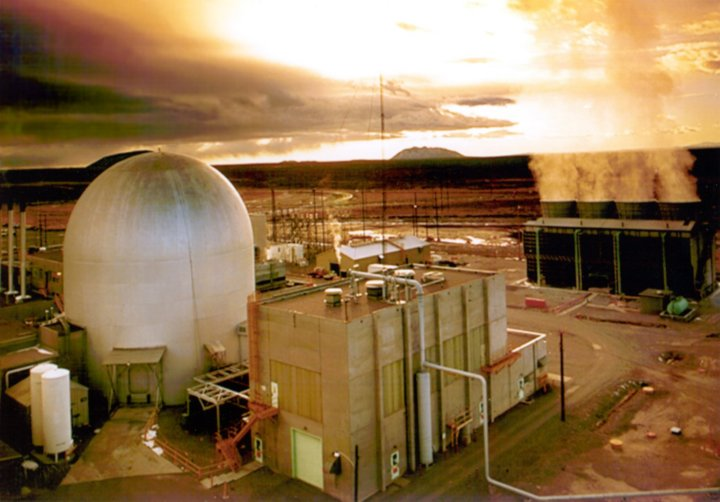
Experimental Breeder Reactor-II

## Diseño
El combustible se compone de varillas de uranio de 5 milímetros de diámetro y 33 cm (13 pulgadas) de longitud. El uranio enriquecido al 67% de uranio-235 inicial lo estaba a aproximadamente el 65% al substituirlo. También contiene 10% de zirconio. Cada elemento de combustible se inserta en un tubo de paredes delgadas de acero inoxidable en el que también se inserta una pequeña cantidad de metal de sodio, El tubo es cerrado en su parte superior mediante soldadura para formar una unidad de 73 cm (29 pulgadas) de longitud. La finalidad del sodio es la de funcionar como un agente de transferencia de calor. A medida que el uranio incrementa su fisión, se generan fisuras que el sodio rellena. Se obtiene un importante producto de fisión, el cesio-137, lo que lo convierte en intensamente radiactivo. El vacío por encima del uranio recoge los gases de fisión, principalmente criptón-85. Los espacios de las agujas dentro de envoltorios hexagonales de acero inoxidable de 2,34 m (92 pulgadas) de largo están dispuestos en forma de colmena; cada unidad tiene cerca de 4,5 kg (10 libras) de uranio. En total, el núcleo contiene cerca de 308 kg (680 libras) de combustible de uranio, y a esta parte se la conoce como el “driver”.
El núcleo del EBR-II puede acomodar hasta 65 subconjuntos experimentales para pruebas de radiación y fiabilidad de funcionamiento, alimentados con una variedad de combustibles metálicos y cerámicos – los óxidos, carburos o nitruros de uranio y plutonio, y aleaciones metálicas de combustible tales como el combustible de uranio-plutonio-zirconio para el Reactor integral rápido. Otras posiciones de subconjuntos pueden contener experimentos de materiales estructurales.

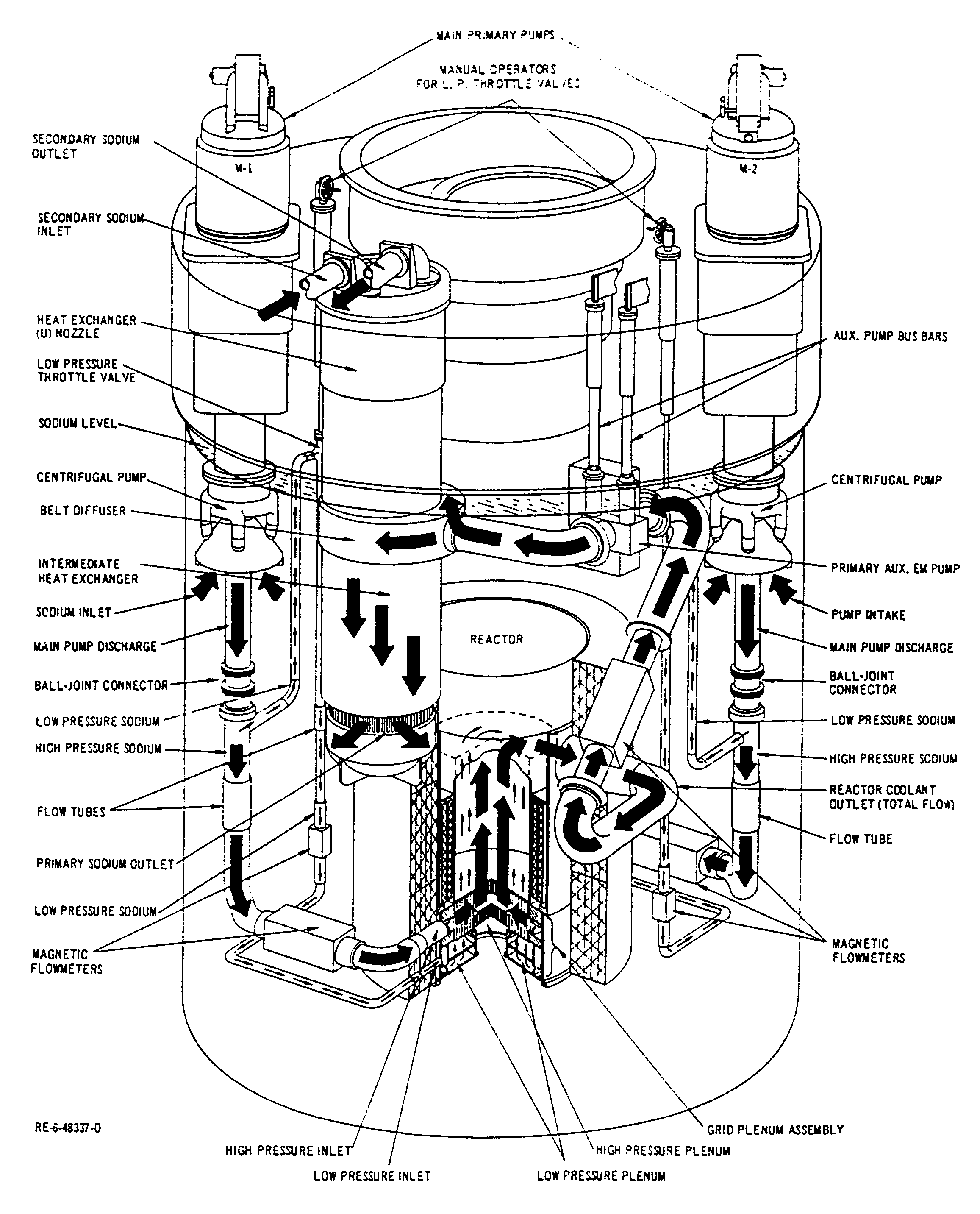
Esquema del tanque principal del EBR II

## Ventajas en seguridad
El diseño del Reactor integral rápido obtiene ventajas de seguridad a través de una combinación de combustible metálico (una aleación de uranio, plutonio y zirconio), y de la refrigeración por sodio. Al proporcionar un combustible que rápidamente conduce el calor del combustible al refrigerante, y que funciona a temperaturas relativamente bajas, el reactor integral rápido consigue su máxima ventaja de la expansión del refrigerante, combustible y estructura, en las situaciones de anormalidad en los que se incrementa la temperatura. La expansión del combustible y de la estructura en una situación anormal provoca el apagado del sistema incluso sin que sea necesaria la intervención humana. En abril de 1986, se realizaron dos pruebas especiales en el EBR-II, en las cuales las bombas principales de refrigeración primarias fueron desconectadas cuando el reactor se encontraba a su máxima potencia (62,5 megavatios térmicos). Sin que se permitiese que los sistemas normales de apagado interfirieran la energía de reactor bajo hasta casi cero en un plazo de 300 segundos, sin que se produjera ningún daño no en el combustible ni en el reactor. Esta prueba demostró que incluso en el caso de una pérdida de toda la energía eléctrica y la capacidad de apagado del reactor utilizando los sistemas normales, el reactor se apagaría sencillamente sin peligro o daños. El mismo día, esta prueba fue seguida de otra importante: con el reactor otra vez a plena potencia, se detuvo el flujo en el sistema de refrigeración secundario. Esta prueba provocó un incremento de temperatura, ya que no había ningún escape de salida para el calor generado. En cuanto el sistema de refrigeración primario se recalentó, el combustible,  el sodio refrigerante y la estructura se expandieron y el reactor se apagó. La prueba demostró que el reactor de tipo integral rápido, se apagaría utilizando su característica inherente de expansión térmica, incluso en el caso de que la capacidad de retirar el calor del sistema primario se hubiera perdido.
El EBR-II está ahora sin combustible. La actividad de apagado del EBR-II también incluye el tratamiento de su combustible usado descargado utilizando un proceso de tratamiento del combustible electrometalúrgico en la instalación de acondicionamiento de combustible situadas cerca del EBR-II.
El proceso de limpieza del EBR-II incluye la retirada y procesado del refrigerante de sodio, la limpieza de los sistemas de sodio del EBR-II, la retirada y desactivación de otros riesgos químicos y la colocación de los componentes desactivados y de la estructura en una condición segura.

## Galería de imágenes

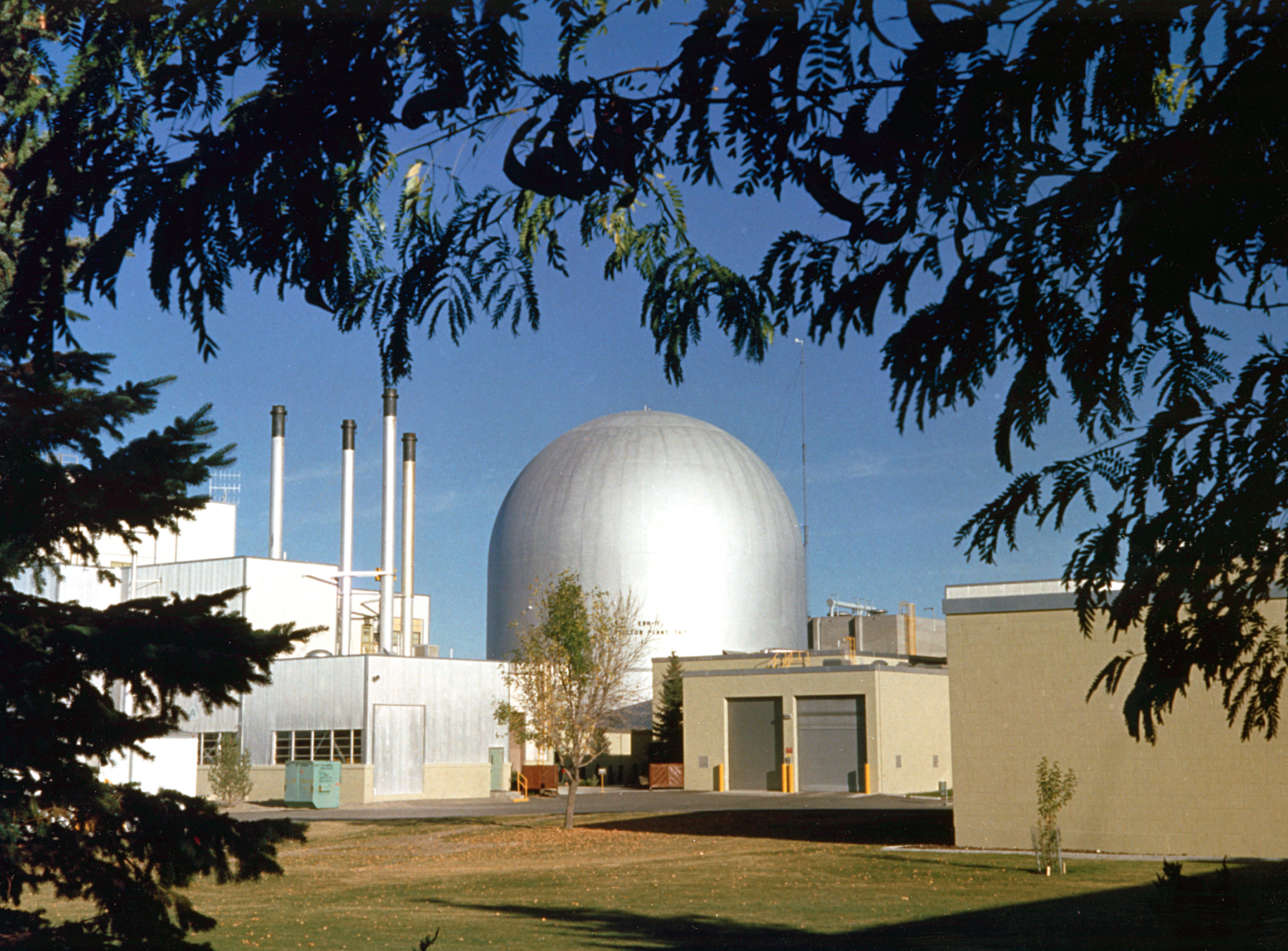
EBR-II
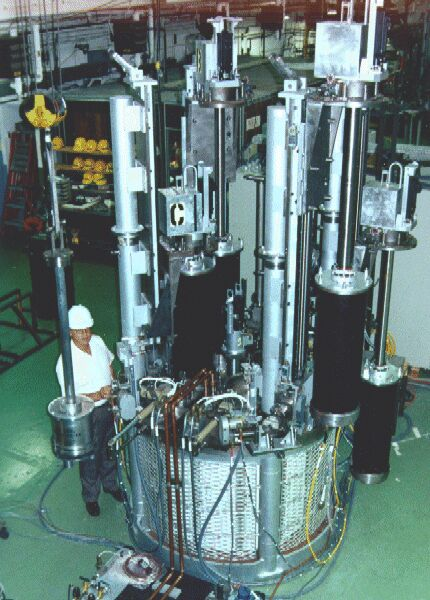
Electrorefiner
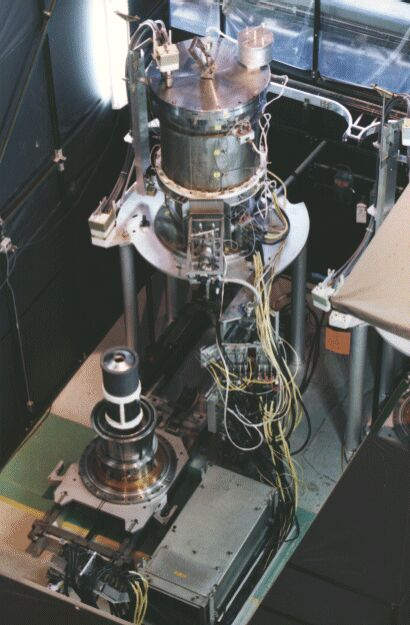
Procesador del cátodo
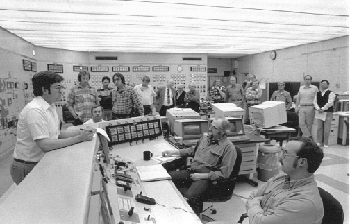
Sala de control del EBR-II en 1986
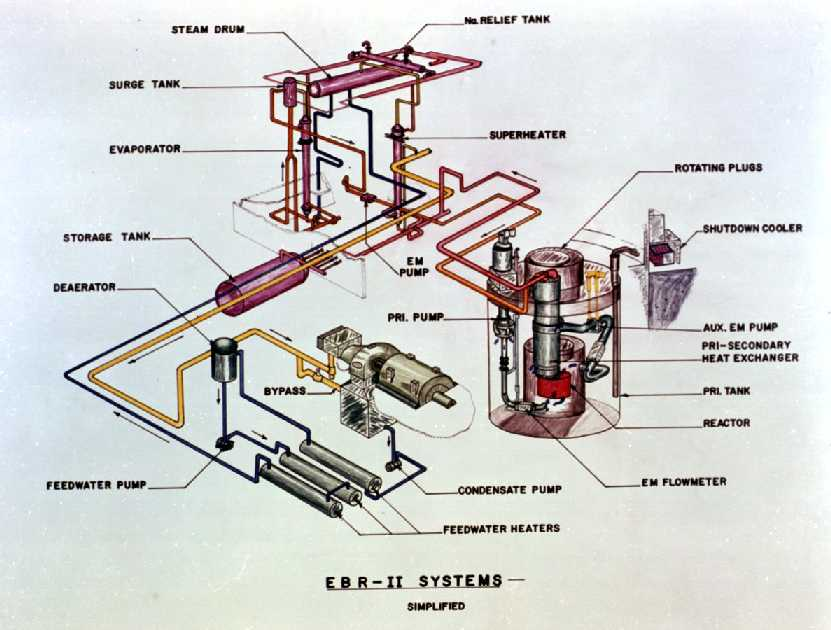
Esquema del EBR-II
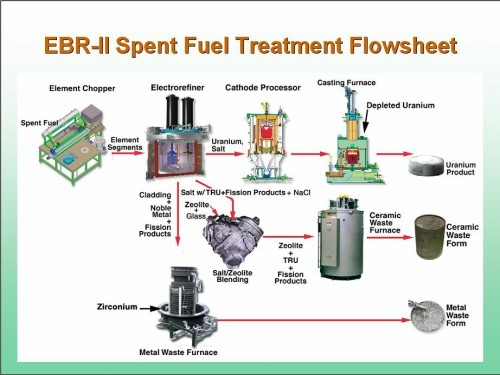
Esquema del proceso de tratamiento del combustible agotado